# Данаи (пароход)
Грузовой пароход «Данаи» связал своё имя с одним из нацистских преступлений на территории Греции в годы Второй мировой войны.

## Пароход
Пароход вместимостью в 1546 регистровых тонн был построен в 1907 году на верфи BLUMMER AND CO. LTD, Сандерленд под именем «HOLLYWOOD».
В 1935 году был куплен греческим судовладельцем П. Синодиносом, получив имя «Данаи», порт приписки Пирей, номер 831, позывные SVAK.
Во время битвы за Крит был потоплен немецкой авиацией в порту Суда, на малой глубине. Был в дальнейшем поднят немцами и использовался ими под именем «Танаис».

## Гибель парохода - немецкая версия
7 июня 1944 года в составе немецкого конвоя из Ираклиона в Пирей был торпедирован и потоплен британской подводной лодкой «VIVID». Об этом свидетельствует справка выданная семье погибшего кочегара Г. Павлоянниса немецкой службой (MITTELMEER REEDEREI HEYEBURO PIRAEUS) 24 июня 1944 года. В пользу этой версии есть послевоенное свидетельское показание моряка А.Анастасиу от 2 февраля 1946 года, утверждавшего что «Танаис» был потоплен подлодкой и что выжил он один. Версии потопления подводной лодкой придерживается Х. Дунис в своей книге «Кораблекрушения в греческих морях 1900—1950»

## Нацистское преступление- версия греческого Сопротивления
В пятитомном издании компартии Греции «Они пали за жизнь» без всяких сомнений заявляется о преднамеренном потоплении парохода нацистами. На борту парохода было 400 заключённых участников греческого Сопротивления, 260 евреев и 300 итальянских военнопленных (после капитуляции Италии). Согласно изданию, все они были погружены в Ираклионе и потоплены вместе с пароходом у острова Милос 8 на 9 июня 1944 года. Издание греческих коммунистов связывает потопление «Данаи» с союзной высадкой в Нормандии 6 июня 1944 года и поспешными действиями нацистов по «окончательному решению» еврейского вопроса. Отмечается что 6 июня в Ираклионе были расстреляны 500 греческих заключённых в отместку за какую-то акцию греческих партизан, хотя греческое Сопротивление не знает за собой в течение этой недели «преступления» достойного столь «сурового возмездия». В тот же день немцы убили в Ираклионе 800 собранных ранее со всего Крита евреев. Вместе с 260 евреями, потопленными на «Данаи», это было практически всё оставшееся еврейское население Крита".
Версии преднамеренного потопления парохода немцами, с маленькими отклонениями в цифрах и датах, придерживаются греческие историки И.Μуреллос, М.Полиудакис, Г.Кавос и немецкий историк М.Зекендорф,